# Ар-Раїд (футбольний клуб)
«Ар-Раїд» (араб. نادي الرائد, Nādī ar-Rāʾid) — саудівський футбольний клуб з міста Бурайда, заснований 1954 року. Домашні матчі проводить на стадіоні «Король Абдула Спорт Сіті», що вміщає 25 000 глядачів.

## Історія
Клуб був заснований в 1954 році під назвою «Клуб саудівської молоді» і став першим футбольним клубом у в регіоні Ель-Касим.
У саудівській Прем'єр-лізі клуб дебютував у сезоні 1986/87, але зайняв останнє місце і вилетів у перший дивізіон.
Через два роки в сезоні 1989/90 «Ар-Раїд» повернувся в Прем'єр-лігу, але знову зайняв останнє місце і вилетів з неї.
З сезону 1992/93 команда знову стала грати в Прем'єр-лізі; сезон 1992/93 став першим, коли «Ар-Раїд» не вилетів з вищого дивізіону після першого року перебування в ньому і виступав до 1996 року. В подальшому команда неодноразово поверталась в елітний дивізіон і знову з нього вилітала.

## Відомі гравці
- Мохаммед Аль-Ходжалі
- Мохаммед Аль-Брейк
- Ісмаель Бангура
- Маркос Піззеллі
- Шикабала
- Анас Бані Ясін
- Арно Джум
- Джехад Аль-Хуссейн
- Аззедін Духа

## Відомі тренери
- Аммар Суая (30 жовтня 2011 – 3 лютого 2013)
- Влатко Костов (4 лютого  2013 – 27 червня 2013)
- Такіс Лемоніс (3 вересня 2015 – 1 лютого 2016)
- Беснік Хасі (26 липня 2018 – 30 червня 2021)
- Ігор Йовичевич (9 липня 2023 – )